# Sporting San Miguelito
Sporting San Miguelito ist ein panamaischer Fußballverein aus San Miguelito. Der Verein spielt in der ANAPROF, der ersten Liga des Landes. Der Verein wurde 1989 von Cesar Morales gegründet, damals noch unter dem Namen Academia de Fútbol Sporting 89.
1997 stieg man das erste Mal in die erste Liga auf, in der Saison 2012/13 wurde San Miguelito erstmals in ihrer Vereinsgeschichte Meister.

## Geschichte
San Miguelito wurde 1989 als Academia de Fútbol Sporting 89 mit dem Ziel, durch die Förderung des Fußballs in San Miguelito, vielen Jugendlichen eine Perspektive zur Kriminalität zu bieten, gegründet. 1997 schaffte der Verein erstmals den Aufstieg in die erste Liga. 2009 wurde bekannt gegeben, dass spanische Investoren den Verein gekauft haben. 2013 wurde man erstmals Meister, nachdem man im Play-off-Finale San Francisco FC mit 4:1 besiegt hatte.

## Erfolge
- Meisterschaften: 1

2012/13
- Primera A: 1

1997